# Гемне-Панфао
Гемне-Панфао (фр. Guémené-Penfao) — коммуна на западе Франции, находится в регионе Пеи-де-ла-Луар, департамент Атлантическая Луара, округ Шатобриан-Ансени, центр кантона Гемне-Панфао. Расположена в 52 км к северу от Нанта и в 57 км к югу от Ренна, в 17 км от национальной автомагистрали N137, на берегах реки Дон. 
Население (2017) — 5 200 человек.

## Достопримечательности
- Шато Брюк XV-XIX веков
- Шато Жюзе
- Шато Тренон 1873-1875 годов
- Церковь Святого Михаила 1886 года
- Церковь Святых Петра и Павла XIX века

## Экономика
Структура занятости населения:
- сельское хозяйство — 16,8 %
- промышленность — 7,2 %
- строительство — 5,5 %
- торговля, транспорт и сфера услуг — 29,7 %
- государственные и муниципальные службы — 40,7 %

Уровень безработицы (2017 год) — 13,9 % (Франция в целом — 13,4 %, департамент Атлантическая Луара — 11,6 %). 

Среднегодовой доход на 1 человека, евро (2017 год) — 18 500 (Франция в целом — 21 110, департамент Атлантическая Луара — 21 910).

## Демография
Динамика численности населения, чел.

## Администрация
Пост мэра Гемне-Панфао с 2020 года занимает Изабель Баратон-Базель (Isabelle Barathon-Bazelle). На муниципальных выборах 2020 года возглавляемый ею центристский блок победил в 1-м туре, получив 76,79 % голосов.
| Период | Период | Фамилия                | Партия                  | Примечания                                       |
| ------ | ------ | ---------------------- | ----------------------- | ------------------------------------------------ |
| 1983   | 1995   | Эжен Лебле             | Социалистическая партия | учитель, член Генерального совета департамента   |
| 1995   | 2020   | Янник Биго             | Разные правые           | пенсионер, член Генерального совета департамента |
| 2020   |        | Изабель Баратон-Базель | Разные центристы        |                                                  |

## Города-побратимы
- Курсель, Бельгия

## Галерея

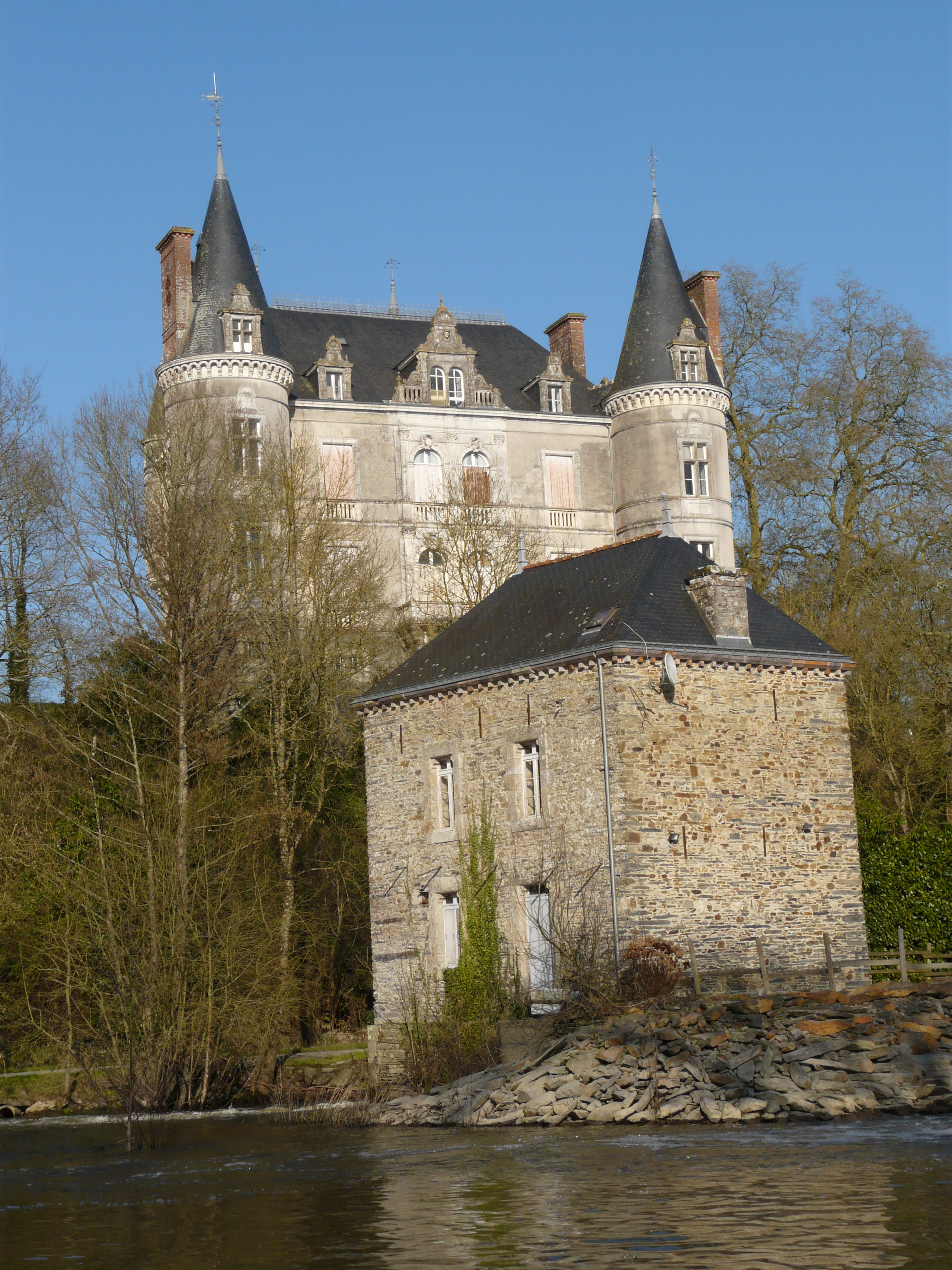
Шато Жюзе и мельница Тенуа
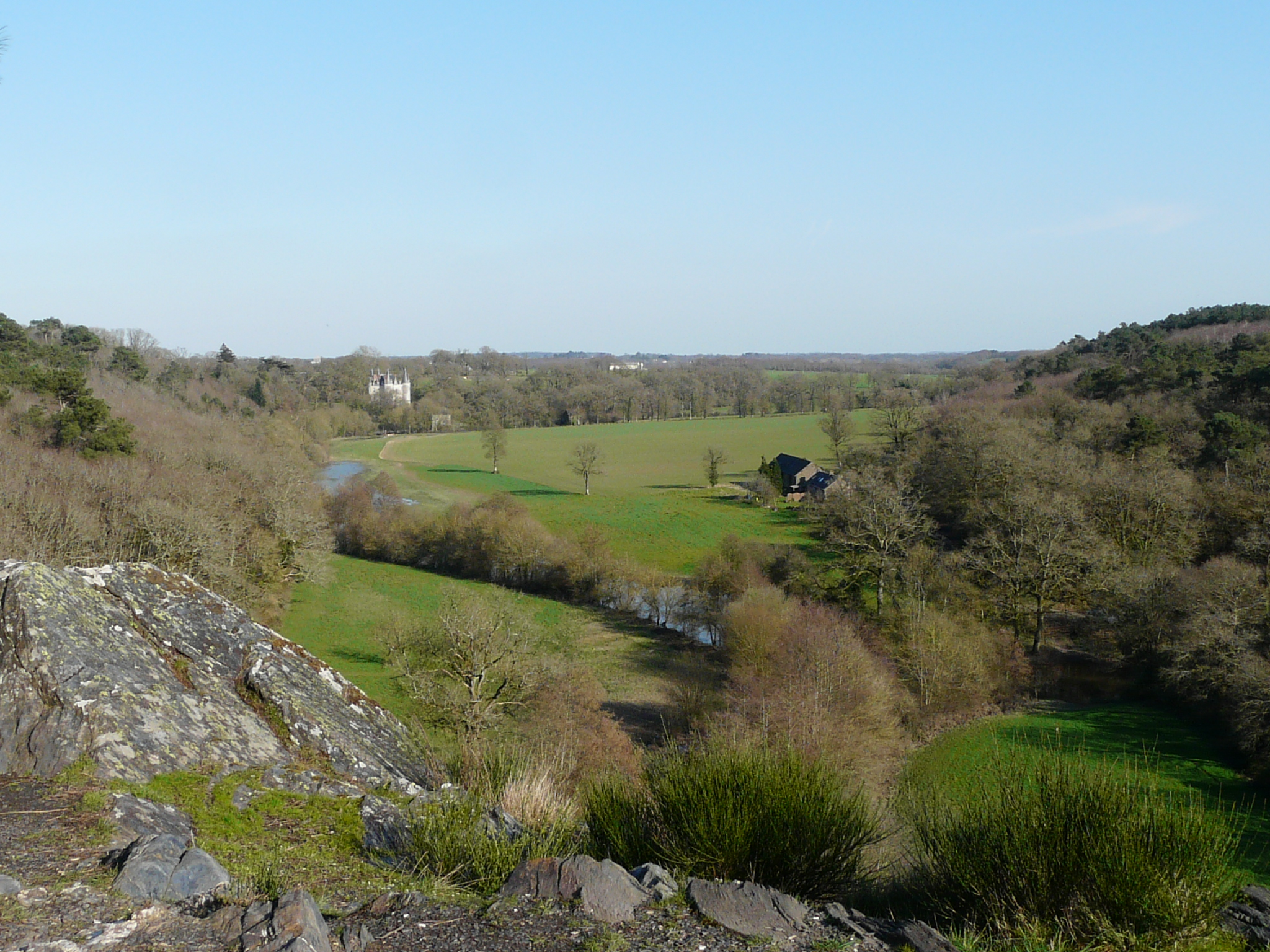
Долина реки Дон
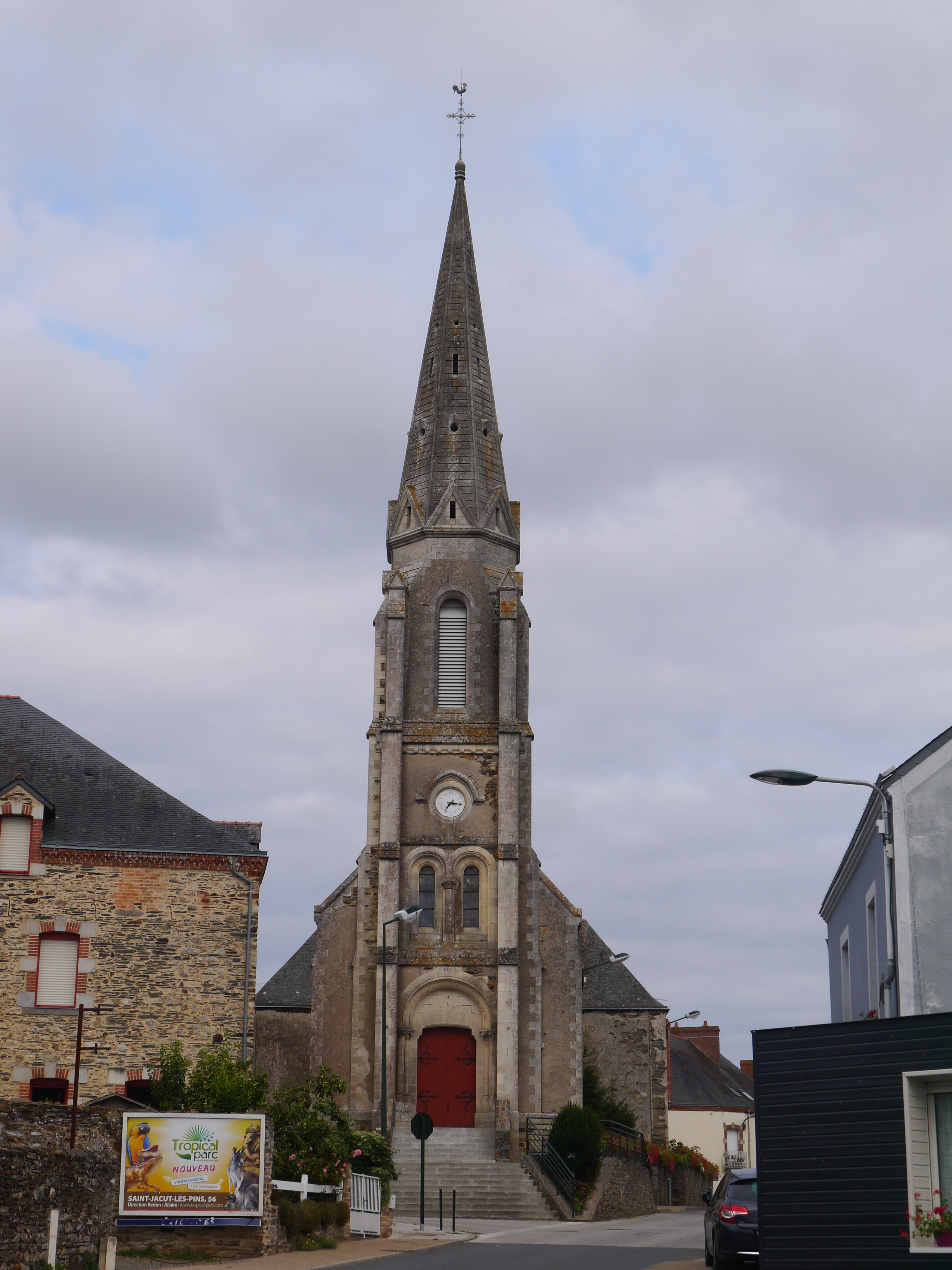
Церковь Святых Петра и Павла